# Wörterbuch der Sprachschwierigkeiten
Das Wörterbuch der Sprachschwierigkeiten (auch: Wörterbuch der sprachlichen Zweifelsfälle) ist ein in vielen Sprachen verbreiteter Spezialwörterbuchtyp, der in Fällen sprachnormativer Variation dem verunsicherten Sprachteilhaber Ratschläge erteilt.

## Deutsche Sprache
Das klassische Sprachschwierigkeitenwörterbuch ist in der Reihe Duden in 12 Bänden der Band 9: Sprachliche Zweifelsfälle (zuvor unter dem Titel Hauptschwierigkeiten der deutschen Sprache, auch: Richtiges und gutes Deutsch).

### Deutsche Wörterbücher der Sprachschwierigkeiten (Auswahl)
- Duden. Hauptschwierigkeiten der deutschen Sprache. Mannheim 1965. (759 Seiten)
  - Mathilde Hennig (Hrsg.): Duden. Sprachliche Zweifelsfälle. Das Wörterbuch für richtiges und gutes Deutsch. 9. Auflage. Leipzig 2021. (1088 Seiten, 6000 Artikel)

## Französische Sprache
Seit dem Wirken des Sprachzensors François de Malherbe im frühen 17. Jahrhundert und den Remarques sur la Langue Françoise von Claude Favre de Vaugelas von 1647 ist die normative Sorge um den rechten Sprachgebrauch im französischen Sprachraum präsent. Da die zahlreichen remarqueurs (Kritikaster des Sprachgebrauchs) jedoch eher für die Salons als für das breite Publikum schrieben, wurden die Zweifelsfälle nicht in alphabetischer Reihenfolge behandelt. Erst die Französische Revolution und der damit verbundene Aufstieg weniger gebildeter Schichten machte ab dem 19. Jahrhundert Sprachschwierigkeitenwörterbücher nötig, die ein rasches Nachschlagen erlaubten. Diese existieren bis in die Gegenwart in großer Zahl. Der Höhepunkt wurde 1972 mit der dreibändigen Encyclopédie du bon français erreicht. Zwei sprachwissenschaftlichen Laien (Paul Dupré und Fernand Keller) gelang es, mit Hilfe des Mediävisten Jean Batany eine Phalanx von Linguisten zu gewinnen, die für jeden Zweifelsfall die gesamte vorhandene Literatur zitierten und daran anschließend eine eigene Einschätzung formulierten. Herausragend ist auch seit 1988 im frankophonen Kanada der Erfolg (inzwischen in 7. Auflage) des fast 2000 Seiten starken Multidictionnaire des difficultés von Marie-Éva de Villers, der seit der dritten Auflage den Hinweis auf die Sprachschwierigkeitenorientierung aus dem Titel herausnehmen konnte.

### Französische Wörterbücher der Sprachschwierigkeiten (Auswahl)
- Dominique Laurent: Les vraies difficultés du français au XXIe siècle. Synapse Développement, Toulouse 2012, ISBN 978-2-9541507-0-3.
- Alexandre Borrot, Marcel Didier: Bodico. Dictionnaire du français sans faute. Bien dire et bien écrire le français d'aujourd'hui. Bordas, Paris 1970. (352 Seiten)
- Jacques Capelovici: Guide du français correct. Pièges, difficultés et chausse-trapes de la langue française. Archipel, Paris 1992, ISBN 2-909241-22-X. Archipoche, Paris 2020, ISBN 978-2-37735-443-6.
- Jean-Paul Colin: Dictionnaire des difficultés du français. Hachette und Tchou 1970. Le Robert, Paris 1978, 2007.
  - Nouveau dictionnaire des difficultés grammaticales, stylistiques et orthographiques du français. Klincksieck, Paris 2014.
- Paul Dupré, Fernand Keller, Jean Batany (Hrsg.): Encyclopédie du bon français dans l’usage contemporain. Difficultés, subtilités, complexités, singularités. 3 Bände. Éditions de Trévise, Paris 1972. (2716 Seiten)
- Jean Girodet: Dictionnaire du bon français. Bordas, Paris 1981.
  - (anderer Titel) Pièges et difficultés de la langue française. Bordas, Paris 1986, 2008, ISBN 978-2-04-731287-2.
- Adolphe V. Thomas: Dictionnaire des difficultés de la langue française. Larousse, Paris 1956, 2007. (435 Seiten)
- Marie-Éva de Villers: Multidictionnaire des difficultés de la langue française. Québéc Amérique, Montréal 1988, 1992.
  - (anderer Titel) Multidictionnaire de la langue française. 3. Auflage. 1997. 7. Auflage 2021. (1869 Seiten)